# L'Aljorf
L'Aljorf es un antiguo pueblo situado dentro del término municipal de Albaida en la comarca del Valle de Albaida en la Comunidad Valenciana, España. El 6 de noviembre de 1888 el municipio de l'Aljorf (alentado por la política de la Diputación de Valencia) acordó anexionarse al de Albaida.

### Demografía histórica
Según el Llibre del Repartiment de València L'Aljorf se componía en el siglo XIII de 25 vecinos (más sus familias, obviamente).
Antonio José de Cavanilles, en su obra "Observaciones sobre la Historia Natural, Geografía, Agricultura, población y frutos del reyno de Valencia"  se refería a este pueblo del siguiente modo: "Aljorf está tan cerca, que puede reputarse arrabal de Albayda". Cavanilles, en esta misma obra de 1795-1797, cifra la población de L'Aljorf en 115 familias.
Pascual Madoz, en su obra Diccionario geográfico-estadístico-histórico de España y sus posesiones de Ultramar  (publicado entre 1845 y 1850) señala: "Tiene 99 casas de mediana fábrica y mal aspecto, distribuidas en calles tortuosas y poco llanas... Corresponde este territorio al Marquesado de Albayda y sostiene contra el marqués un pleito sobre multitud de prestaciones y derechos de señorío".
Ya en 1922, Josep Sanchis Sivera, en su obra Nomenclátor geográfico-eclesiástico de los pueblos de la Diócesis de Valencia señala lo siguiente: "Aljorf, Aljor, Alior o Alchorf.-  Con todos estos nombres vemos citado este lugar, de 450 habitantes, del arciprestazgo de Albaida, que tiene la categoría, en lo eclesiástico, de ayuda de primera, y fue desmembrado de ella en tiempo del Beato Patriarca [el arzobispo Juan de Ribera 1532-1611], erigiéndose en parroquia con el anejo Benisoda: tenía entonces [por el año de 1600] 40 casas de cristianos nuevos [moriscos].  Su nombre árabe significa, según Escolano, «pueblo edificado en un ribazo o terreno alto», y era en su tiempo una alquería llamada Algarf o Algorf".

### Geografía
L'Aljorf está situado 85 km al sur de la ciudad de Valencia, con la cual se comunica por autovía, ofreciendo una localización estratégica por encima del margen izquierdo del río Albaida y a una altitud mediana sobre el nivel del mar de 275 metros.
L'Aljorf está a la orilla izquierda del río Albaida, precisamente, el nombre de al-jorf es un término árabe que significa: "la orilla o barranco del río". El territorio es ondulado, sin grandes alturas de media. El municipio está situado sobre un cerro, con calles estrechas de antigua traza.

### Municipios limítrofes
El término municipal del Aljorf comprendía, antes de su anexión a Albaida en 1888, aproximadamente 10 km ² y limitaba con los siguientes municipios: Albaida, Ayelo de Malferit, Bufali, Ollería, y El Palomar en el Valle de Albaida.

### Accesos
L'Aljorf es un barrio muy accesible, puesto que se  puede acceder desde muchos puntos, puesto que Albaida (población madre) facilita todo esto con las grandes carreteras que domina, se  accede desde Valencia, se accede a esta localidad a través de la A-35 para enlazar A-7, autovía de las comarcas centrales, y en la salida 17 tomar la CV 641. También se puede acceder desde Játiva por la N-340, a través de la Sierra Grossa  y desde Gandía, se accede a través de la CV-60. Desde Alicante, el camino más rápido es por medio de la A-7 que nace en San Vicente del Raspeig.

## Política y gobierno
Para este apartado consultar Albaida.

## Economía
La actividad agrícola se une con la industria textil y con la cera. La economía se ha basado tradicionalmente en la explotación agrícola de su término, y la agricultura es fundamentalmente de secano, produciendo frutas, hortaliza, olivas y algarrobas, donde la principal producción es la de uva de tabla. Hay que destacar también la presencia de olivos, almendros y naranjos.

## Lugares de interés

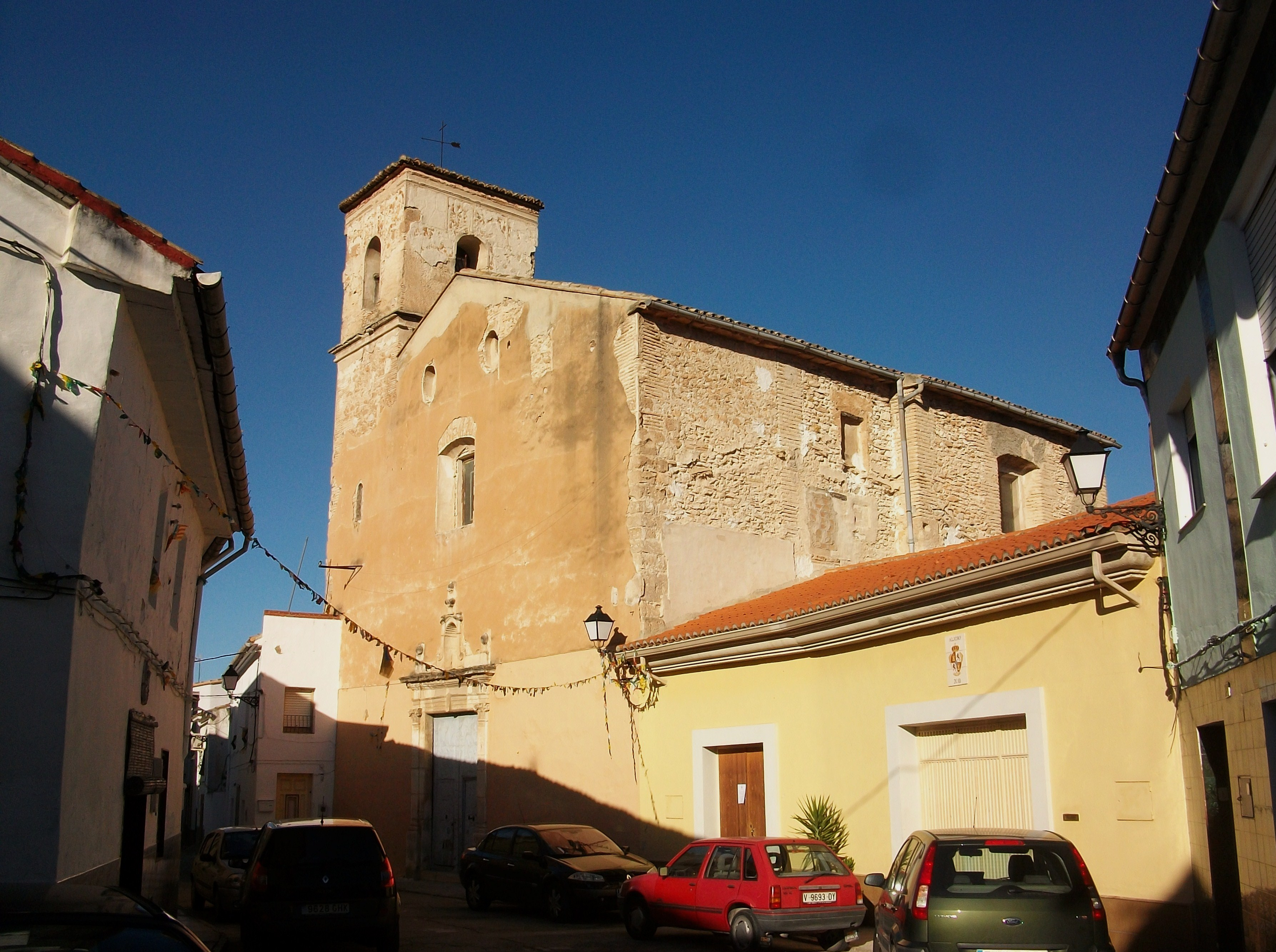
Parroquia de la Natividad de Ntra. Sra. de Aljorf.

La iglesia parroquial de la Natividad: es un templo católico situado en la calle de la Iglesia, en el barrio del Aljorf, del municipio de Albaida. Es un Bien de Relevancia Local con identificador número 46.24.006-021. Construida en el siglo XVIII, fue inaugurada el 22 de septiembre de 1771 y tiene un campanario de planta cuadrada, con dos cuerpos y sin remate.
Las fiestas patronales se celebraban del 3 al 7 de agosto en honor a Santo Domingo de Guzmán, la Virgen del Rosario y el Beato Nicolás Factor. A partir del 2020, y para que todas las aljorfeñas y aljorfeños puedan volver a las fiestas, se celebran el fin de semana posterior a la Feria de San Jaime (25 de julio) en Albaida.
En invierno se celebra la fiesta de San Antonio Abad, quemándose la hoguera el fin de semana posterior a la celebración de la misma fiesta en el barrio del mismo nombre de Albaida (que se celebra, a su vez, el fin de semana más próximo a la fecha del Santoral, el 17 de enero)

### Otros lugares de interés

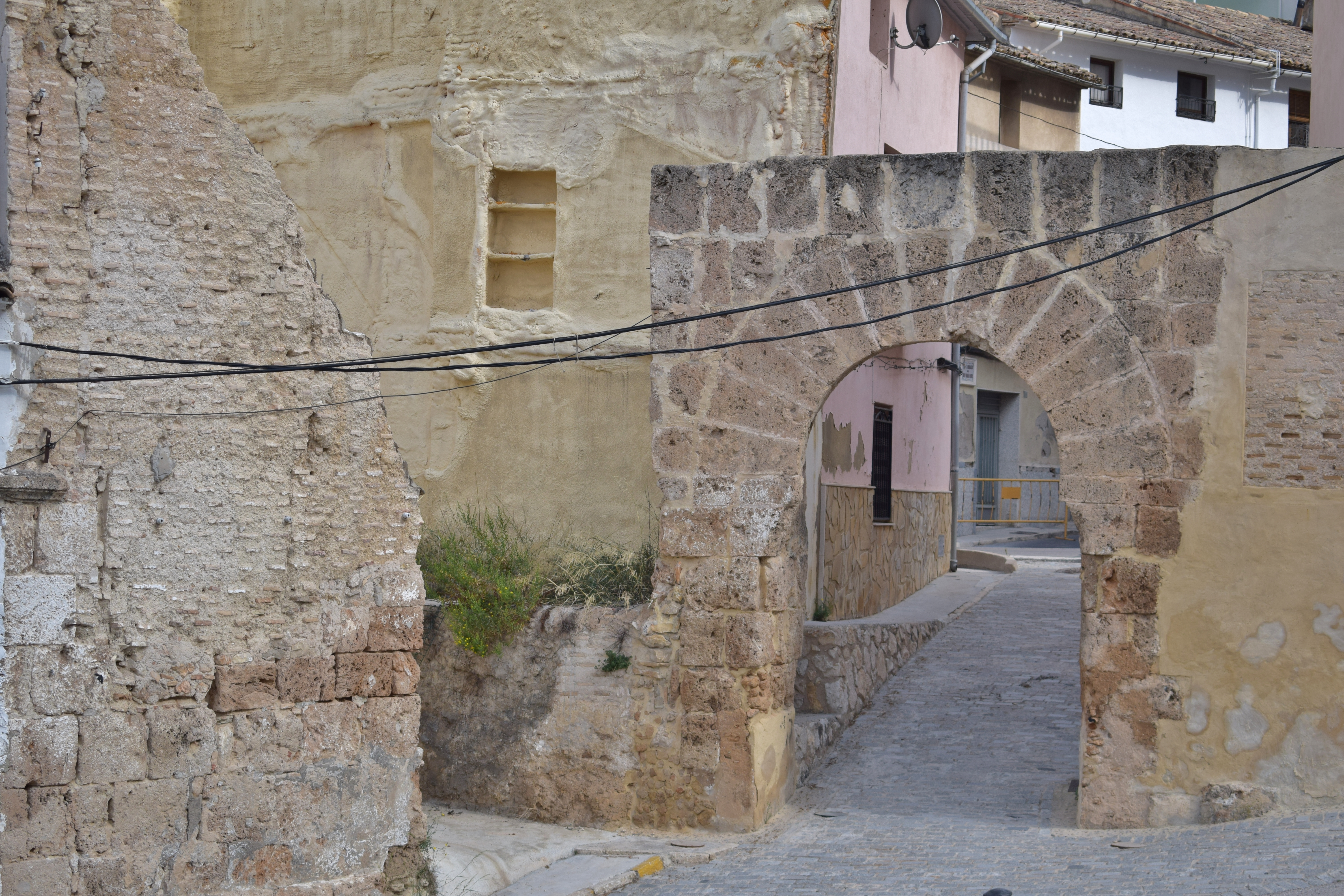
Portal de l'Aljorf.

- Puerta de Valencia o del Aljorf: localizada al norte del núcleo antiguo de Albaida, entre esta y su barrio de l'Aljorf. Se trata de una de las puertas de acceso al recinto amurallado de Albaida del siglo XIII, y permitía el acceso desde el camino Real de Valencia  a la parte más baja del pueblo de Albaida (el Raval Jussà, hoy calle del Beato Nicolás Factor). En el siglo XX los laterales de la puerta se rebajaron para hacerla más ancha, con el fin de facilitar el paso de vehículos a motor.
- Ermitas: En el Aljorf se encuentra la ermita del Rosario (ermita de las llamadas de Reconquista).

## Música
L'Aljorf es un pueblo que históricamente ha contado con poca tradición musical "per se", dado que los músicos del lugar (que sí los ha habido y los hay) se han incardinado en las dos bandas musicales históricas de Albaida: El Círculo Musical Primitiva Albaidense (el Gamell) y la Unión Musical de Albaida (l'Aranya).
En este barrio de Albaida tiene su sede:
- Grup de Percussió, Metall i Dolçaina "Raval Jussà" que tiene su sede social en las antiguas escuelas del pueblo.